# فیلم شمشیربه‌دستان

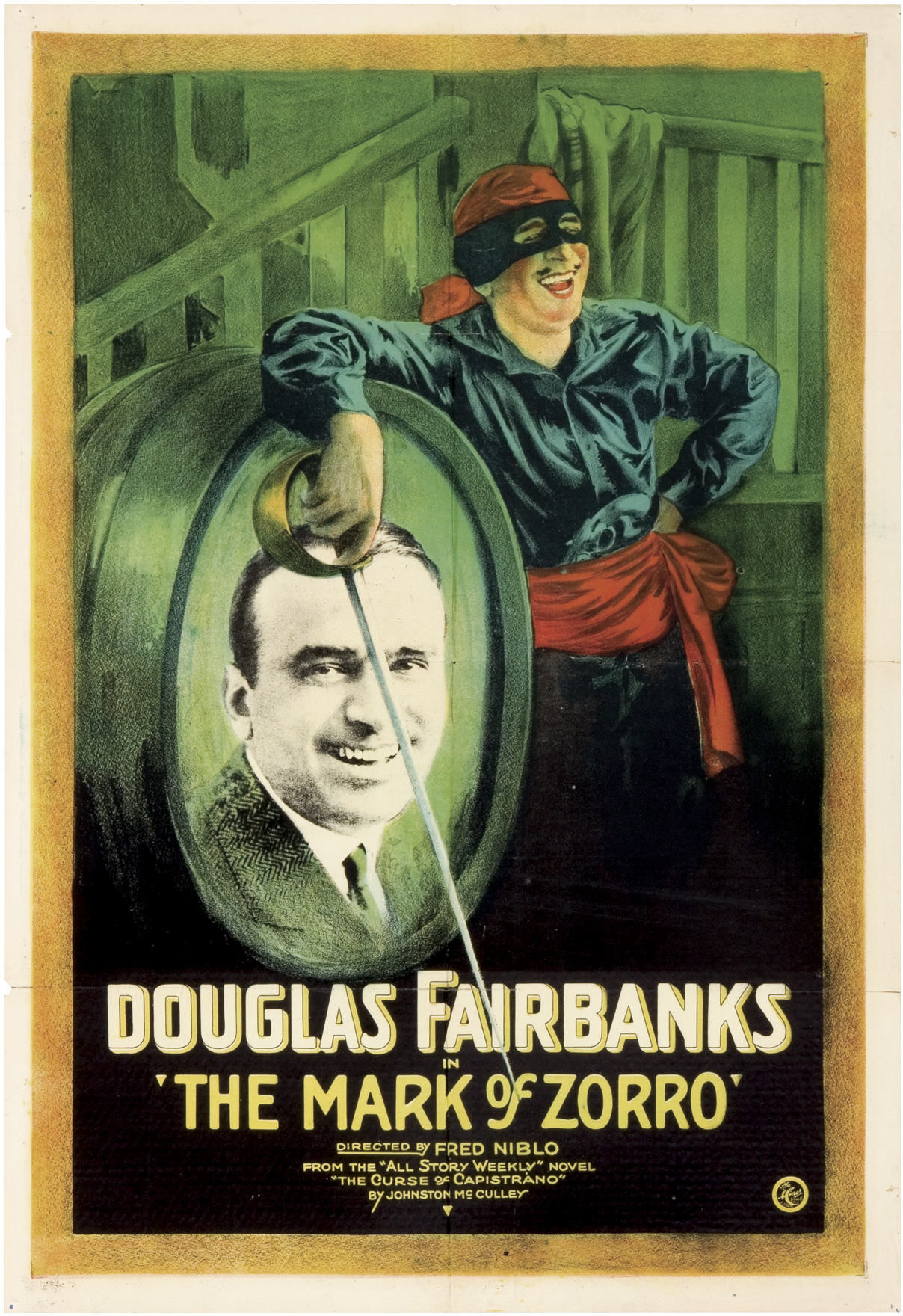
این تصویر پوستر فیلم شمشیر به دستان است.

فیلم شمشیربه‌دستان (به انگلیسی: Swashbuckler film) یکی از زیر ژانرهای ژانر اکشن است که در آن ماجراهای شمشیربه‌دستان به تصویر کشیده می‌شود.
شمشیربه‌دستان گونه‌ای از افراد هستند در دسته‌ای از داستان‌های ماجرایی که به عنوان نمونه‌های برترِ مرام و سلحشوری به تصویر درمی‌آیند. شمشیربه‌دستان معمولاً بانوان گرفتار را آزاد می‌کنند، دست ضعفا را می‌گیرند، و با دلاوری‌ها و شمشیربازی‌های خود، کارها را به سرانجام نیکی می‌رسانند.
سه تفنگدار از این دست فیلم‌ها است.